# Philodendron calatheifolium
Philodendron calatheifolium är en kallaväxtart som beskrevs av George Sydney Bunting. Philodendron calatheifolium ingår i släktet Philodendron och familjen kallaväxter. Inga underarter finns listade.